# Klosters

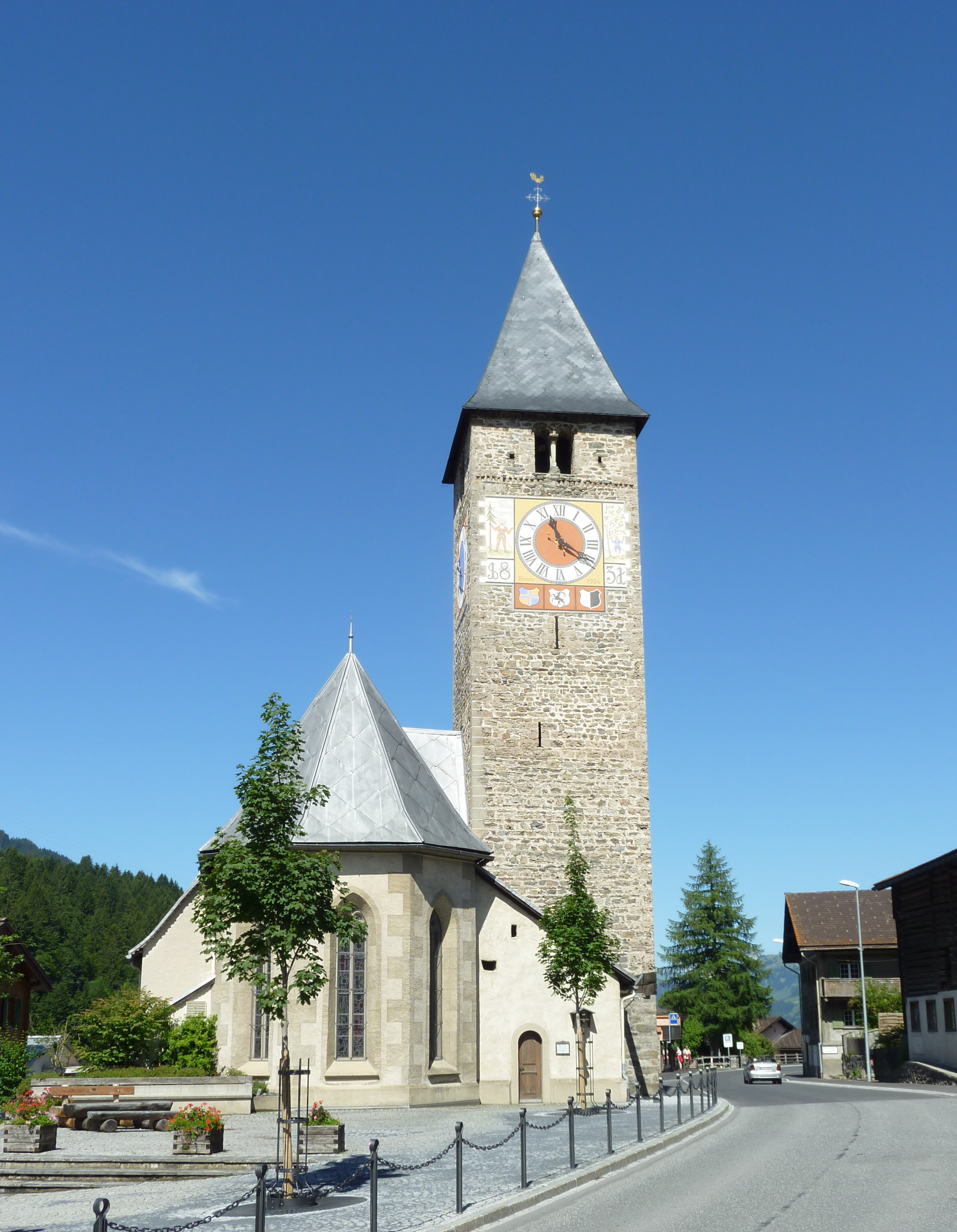
Reformerta kyrkan i Klosters.

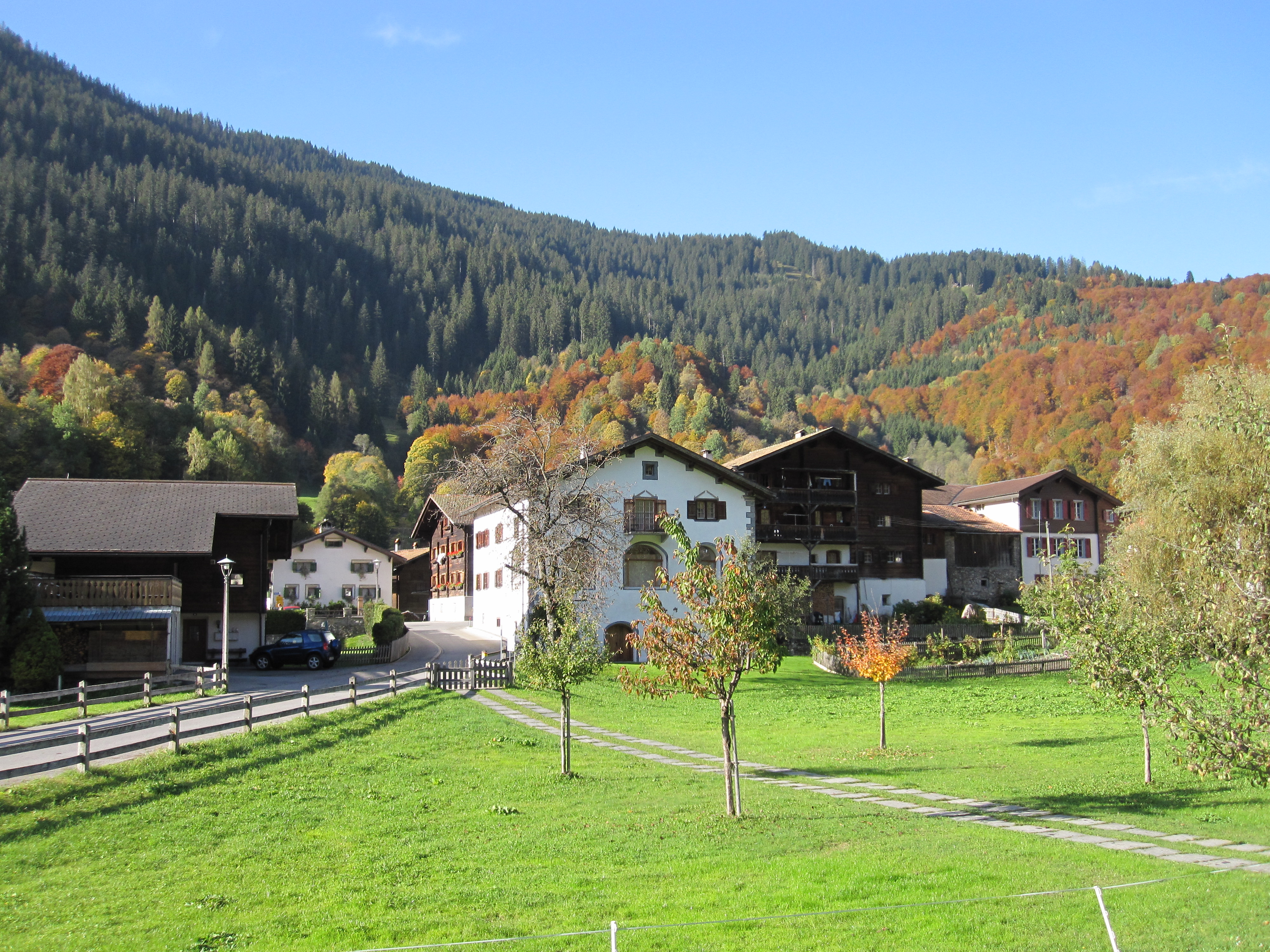
Orten Serneus.

Klosters (före 2021: Klosters-Serneus, rätoromanska: Claustra lyssna (fil)) är en ort och kommun i regionen Prättigau/Davos i kantonen Graubünden, Schweiz. Kommunen har 4 473 invånare (2023). Den ligger överst i dallandskapet Prättigau och har flera stationer vid Rhätische Bahn.
Kommunens orter är huvudorten Klosters med de sammanväxta ortsdelarna Platz och Dorf, Saas, Selfranga, Äuja, Monbiel, Serneus och Mezzaselva. Orten Klosters är sedan 1870-talet en turistort. Den första tiden endast för sommarturism, men sedan 1904 även för vinterturism.

## Indelningshistorik
Under medeltiden utgjorde övre delen av Prättigau det feodala länet Klosters, som 1436 anslöt sig till det då bildade Zehngerichtenbund, och därmed kom att bli en del av nuvarande Graubünden. Där utgjorde det ett tingslag, (ungefärligen motsvarande ett svenskt härad), som 1638 delades i två: Klosters Innerschnitz, omfattande Klosters och Serneus, samt Klosters Ausserschnitz, omfattande Conters im Prättigau, Küblis, Saas och delar av Sankt Antönien (Ascharina och Rüti).
1851 delades kantonen in i kretsar och kommuner. Klosters Innerschnitz blev då krets Klosters, där Klosters och Serneus utgjorde var sin kommun, som redan 1865 slogs ihop till en enda, Klosters-Serneus. Klosters Ausserschnitz gjordes till krets Küblis.
2016 införlivades grannkommunen Saas im Prättigau, som dittills hade tillhört krets Küblis. Samma år genomförde kantonen en indelningsreform, varvid distrikt och kretsar avskaffades och ersattes av regioner. Därmed ingår Klosters-Serneus i region Prättigau/Davos. Kretsarna kvarstår endast som valkretsar. Den 1 januari 2021 ändrades kommunnamnet från Klosters-Serneus till Klosters.

## Språk och religion
Kyrkan blev reformert 1526, och under samma period trängde tyska språket undan det rätoromanska, som en följd av att walser flyttat in i området från Davos, grannen i söder. Sedan 1921 finns återigen en katolsk kyrka i Klosters. Idag är en fjärdedel av invånarna katoliker, till stor del beroende på inflyttning.

## Vintersport
Det alpina skidområdet är gemensamt med Davos och har omkring 110 nedfarter (vilka utgör runt 300 kilometer pistlängd), 57 skidliftar, högsta liftburna åkhöjden 2844 meter över havet och högsta fallhöjden 1284 meter. Skidområdet är indelat i fem liftsystem – Parsenn, Jakobshorn, Rinerhorn, Pischa och Madrisa – plus några spridda släpliftar och backar runtomkring i dalområdet, kallat Davos/Klosters Dorf.

## Övrigt
Det brittiska kungahuset brukar förlägga sina vintersemestrar till Klosters.  Även Greta Garbo tillbringade bortåt 30 somrar här. Hon promenerade mycket i trakten och konsulterade gärna ortens läkare.